# ديف باس
ديف باس (بالإنجليزية: Dave Bass)‏ هو عازف جاز ومحامي وعازف بيانو وملحن أمريكي، ولد في 21 يونيو 1950.

## وصلات خارجية
- الموقع الرسمي
- ديف باس على موقع ميوزك برينز (الإنجليزية)
- ديف باس على موقع ديسكوغز (الإنجليزية)